# Celedonio Ascacíbar y de Villota
Celedonio Ascacíbar y de Villota   (Santiago de Xile, 1810 - Barcelona, 1 de gener de 1874) va ser un indià xilè que es va instal·lar a Barcelona i que va arribat a formar part de l'alta burgesia catalana.

## Biografia
Era fill de Santiago de Ascacíbar i Murube, natural de La Rioja, i d'Ignacia de Villota i Pérez-Cotagros, de Santiago de Xile. Va invertir el seu capital en diverses empreses, en algunes de les quals s'hi va implicar com a gerent o almenys com a membre de la junta de govern. Cal destacar les següents: el Banc de Barcelona, la Compañia General de Crédito, El Comercio, La Maquinista Terrestre i Marítima, les empreses Güell, i Ramis i Cia. A l'Ateneu Barcelonès Ascacíbar fou el vicepresident de la secció d'indústria.
Va morir solter a l'edat de 63 anys a Barcelona al carrer de Bergara, 16. Està sebollit al cementiri de Poble Nou (Dep. II, arc capella 71).